# 동화운수 (인천)
동화운수(同和運輸)는 인천광역시의 시내버스 회사이다. 차고지 및 사무실은 인천광역시 계양구 효서로 56(효성동)에 위치하고 있다.

## 주요 연혁
- 1979년 8월 2일: 회사 설립
- 1991년: 인천시 시내좌석버스를 개통하였으며, 공동배차로 운행하였다.
- 1995년: 당시 계양구 26번 마을버스(現 586번) 노선을 낙찰받아 운행하였다.
- 1996년: 계양구 26번 마을버스를 청농교통에 매각하였다.
- 1998년 11월: 보유했던 좌석버스를 강인여객에 매각하였고, 강인여객으로부터 버스 3대를 양도받았다.[1]
- 1999년 9월: 경인여객의 폐업으로 경인여객이 보유했던 버스 6대를 받아 증차하였다.[2]
- 2001년 1월: 인천시내버스 2차 고정배차시행으로 2번, 10번, 10-1번, 45번 버스를 배정받아 운행하였다.
- 2001년 10월: 보유했던 10-1번 노선을 10번 버스와 통폐합 하였다.
- 2004년 7월: 45번 시내버스 노선이 임학역에서 부평구청으로 노선이 단축
- 2009년 1월 30일: 인천시내버스 준공영제 도입과 더불어 10번 시내버스 노선이 계산단지(계산여자고등학교)에서 삼산농산물시장으로 단축되었다.
- 2010년 6월 1일: 청라국제도시 입주와 입주민 대중교통 편의를 위해 2-1번 시내버스 노선을 신설 개통하여 운행하였다.
- 2013년 9월 2일: 2-1번 시내버스 노선이 작전역에서 이마트-계산단지(계산여자고등학교)로 연장운행하였다.
- 2015년 10월 12일 ~ 2016년 2월 21일: 파행운행으로 면허가 취소된 인천여객의 4번 시내버스를 공동배차 운행하였다.
- 2016년 7월 30일: 인천시내버스 개편으로 2-1번 변경과 10번 버스는 독정이 기점에서 월미도로 변경하였다.
- 2017년 7월 22일: 시내버스 노선 재개편으로 2-1번 노선이 한양수자인에서 청라국제업무단지로 노선이 변경되었다.
- 2018년 6월 23일: 2번 시내버스 노선이 효성동 2번 종점에서 차고지인 효성동 동화운수로 종점이 변경되었다.
- 2020년 10월 27일: 시내버스 노선개편에 따라 2-1번, 45번 노선변경과 905번 대체노선인 95번 신설개통하여 2020년 12월 31일 운행예정이다.
- 2020년 12월 31일: 인천시내버스 노선대개편으로 인해 45번 노선이 부평구청에서 효성동 본사차고지로, 2-1번 노선변경과, 95번[3] 급행간선버스 노선이 신설개통한다.
- 2021년 2월 27일: 2-1번 시내버스 노선의 기점이 청라3동 대중교통 수요증가로 청라동문굿모닝힐로 변경과 770-1번 폐선구간인 작전역과 한림병원으로 노선을 조정하였고, 급행95번 노선을 작전역-계산삼거리-계산역-롯데마트 구간을 폐선하고 작전역-현대아파트로 직진화하여 노선변경이 되었고 버스 2대[4]를 이동증차와 2번 노선의 2대가 감차하였다.
- 2022년 12월 10일: 수시 노선 조정으로 노선 번호가 2-1번에서 32번[5]으로 변경이 되고 기점도 청라디이스트에서 청라문학공원을 변경되고 서인천세무서 신청사 개청으로 노선변경과 중흥S클래스 방면이 변경신설되고 기존 웰카운티 1차와 호반베르디움 2차 구간은 운행하지 않는다.
- 2023년 8월 1일: 효성동 동화운수 차고지 맞은편의 도시개발정비사업으로 인하여 청천동[6] 부차고지를 운영함.
- 2023년 9월 18일: 45번 시내버스 노선이 효성동 기점차고지 도시개발정비사업으로 인하여 아이즈빌아울렛 - 인향아파트 - 나비공원 - 청천동부차고지로 노선이 변경한다.
- 2025년  1월  1일: 인천시내버스의 현금없는 시내버스 전면시행으로 2번 시내버스노선을 포함한 보유노선 전 노선 현금없는버스를 시행한다

## 운행 노선

### 간선버스
| 운행노선 | 운행구간               | 운행구간 | 운행구간              | 경유지 | 배차간격 (분) | 인가 대수 | 비고 |
| -------- | ---------------------- | -------- | --------------------- | --- | ------------- | --------- | ---- |
| 2번      | 효성동(동화운수차고지) | ↔        | 월미도(시티투어)      | 아이즈빌아울렛-산곡역-롯데마트-부평여고-부평시장-부평역-백운역-간석오거리-석바위-제물포역-동산고-송림오거리-동인천역-화수동-인천역                                                                                        | 7 - 8         | 30        |      |
| 10번     | 월미도                 | ↔        | 삼산주공1단지(상가앞) | 인천역-인일여고-동인천역-동구청-동산고-제물포역-주안북초교-주안역(북부)-동암역-십정고개-부평역-부평시장-부흥오거리-굴포천역-삼산농산물시장                                                                                | 10 - 14       | 17        |      |
| 2-1번    | 청라문학공원           | ↔        | 삼보아파트            | 서인천세무서-해원중-청라국제도시역-청라푸르지오-가원초-가정역-아나지고개-계양여성회관-작전역-한림병원-계양구청 | 18 - 20       | 12        |      |
| 45번     | 청천동(부차고지)       | ↔        | 월미도                | 나비공원-청천초교-아이즈빌아울렛-효성동(상,하 왕복운행)-청천푸르지오-금호아파트-부평구청역-굴포천역-부평시장-부평역-동수역-간석오거리-길병원-시청-동양장-용현시장-숭의로터리-신포시장-동인천역-인일여고-인천역-삼양베이커 | 6 - 7         | 34        |      |

### 급행간선버스
| 운행노선 | 운행구간        | 운행구간 | 운행구간     | 경유지 | 배차간격 (분) | 인가 대수 | 비고                |
| -------- | --------------- | -------- | ------------ | --- | ------------- | --------- | ------------------- |
| 급행95번 | 효성동 동화운수 | ↔        | 사리울중학교 | 작전역-작전1동행정복지센터-삼산사거리-굴포천역-간석사거리-모래내시장-은봉초교-논현11단지-소래포구역-고잔고 | 15 - 20       | 12        | 905번 후속 신설개통 |

## 보유 차량
전 차량이 현대자동차의 차종으로 운행한다. (뉴 슈퍼 에어로시티, 저상 뉴 슈퍼 에어로시티)

## 사진

인천시내버스 45번 (대차 전)
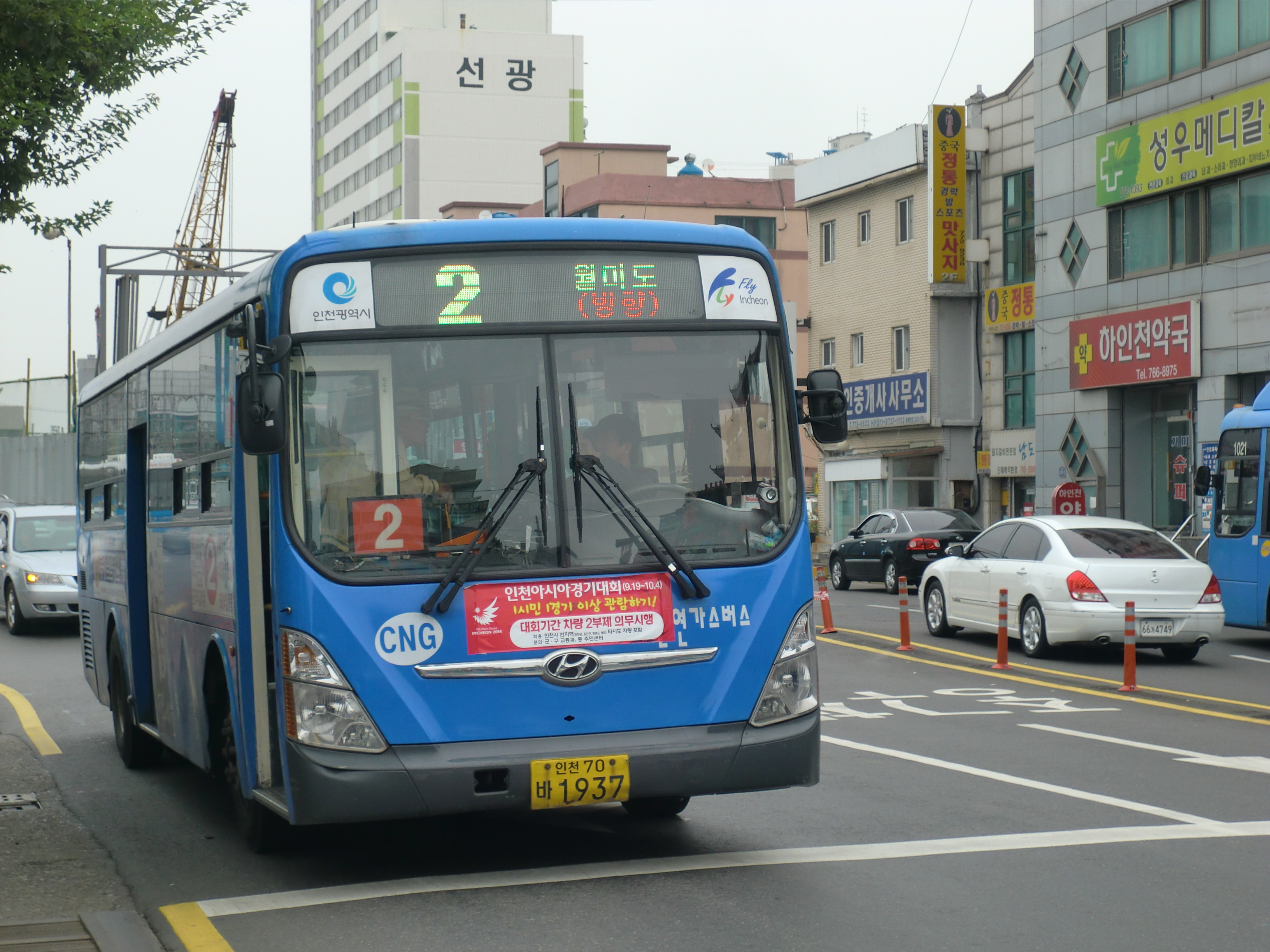
인천시내버스 2번